# Flamers
株式会社Flamers（フレイマーズ、英: Flamers, Inc.）は、東京都目黒区東山に本社を置く日本のIT企業。
学生向けの長期インターン口コミサイトのほか、メタバースを利用したマッチングアプリを運営している。

## 概要
佐藤航智、柴田展大、設楽広太の3人が大学在学中の2019年に創業した大学生ベンチャー企業であり、2020年に学生向けの長期インターン口コミサイトをリリースしている。
2022年に開発したメタバースを利用したマッチングアプリにより、日経トレンディ「未来の市場をつくる100社」、週刊東洋経済「すごいベンチャー100」に選出される。

## サービス

### Voil
2020年にリリースした学生向けの長期インターン口コミサイトであり、インターンを経験した学生が投稿した口コミをもとに企業を評価し、ランキングを算出する。

### Memotia
2022年に開発し、2023年に「Memoria」としてリリースしたメタバースを利用したマッチングアプリである。2024年に名称を「Memotia」に変更。
創業者の佐藤航智は、VRチャットで恋人との交際を開始した自身の経験を同アプリの開発経緯の一つに挙げている。同アプリは京都市のメタバース婚活事業にも利用された。